# جيسون براون
جيسون براون (بالإنجليزية: Jason Brown)‏ (1969، هلوويل في الولايات المتحدة)؛ روائي أمريكي.